# Franco Causio
Franco Causio (Lecce, 1 februari 1949) is een voormalig Italiaans voetballer. Hij is vooral bekend van zijn succesvolle jaren bij Juventus, met wie hij zes landstitels won en de UEFA Cup in 1977. 
Met Italië won hij in 1982 de wereldtitel.
Causio was een groot idool voor vele, vooral Zuid-Italiaanse Juventus-fans.

## Interlandcarrière
Causio kwam in totaal 63 keer (zes doelpunten) uit voor de nationale ploeg van Italië in de periode 1972–1983. Hij maakte zijn debuut op 29 april 1972 in de EK-kwalificatiewedstrijd tegen België (0-0). Hij viel in dat duel in de rust in voor Angelo Domenghini. Zijn 63ste en laatste interland speelde hij op 12 februari 1983 in de EK-kwalificatiewedstrijd tegen Cyprus (1-1).
| Interlanddoelpunten | Interlanddoelpunten | Interlanddoelpunten | Interlanddoelpunten | Interlanddoelpunten | Interlanddoelpunten | Interlanddoelpunten | Interlanddoelpunten |
| #                   | Datum               | Locatie             | Wedstrijd           | Goal(s)             | Score               | Uitslag             | Wedstrijd           |
| ------------------- | ------------------- | ------------------- | ------------------- | ------------------- | ------------------- | ------------------- | ------------------- |
| 1                   | 17/06/1972          | Boekarest           | Roemenië – Italië   | 74'                 | 2 – 3               | 3 – 3               | Oefenduel           |
| 2                   | 03/12/1977          | Rome                | Italië – Luxemburg  | 56'                 | 3 – 0               | 3 – 0               | WK-kwalificatie     |
| 3                   | 24/06/1978          | Buenos Aires        | Brazilië – Italië   | 38'                 | 0 – 1               | 2 – 1               | WK-troostfinale     |
| 4                   | 26/05/1979          | Rome                | Italië – Argentinië | 25'                 | 1 – 1               | 2 – 2               | Oefenduel           |
| 5                   | 16/02/1980          | Napels              | Italië – Roemenië   | 87'                 | 2 – 1               | 2 – 1               | Oefenduel           |
| 6                   | 19/04/1980          | Turijn              | Italië – Polen      | 2'                  | 1 – 0               | 2 – 2               | Oefenduel           |

## Erelijst
Italië
- Wereldkampioen

Spanje 1982